# Улица Маршала Новикова (Санкт-Петербург)
Улица Маршала Но́викова — улица в Приморском районе Санкт-Петербурга. Начинается от проспекта Испытателей и продолжается до 2-й Алексеевской улицы. Затем проходит от Вербной улицы на север в сторону Орловского карьера. Идёт параллельно проспекту Сизова, Байконурской улице и улице Уточкина.

## История
Улица названа 23 февраля 1987 года в честь Александра Александровича Новикова — советского военачальника, Главного маршала авиации, дважды Героя Советского Союза. Участок от проспекта Испытателей до Парашютной улицы существует с начала 1986 года, тогда же там были введены в эксплуатацию первые жилые дома по улице.

## Пересечения
- проспект Испытателей
- проспект Королёва
- Ольховая улица
- Парашютная улица
- 2-я Никитинская улица
- 2-я Алексеевская улица
- Вербная и Долгоозёрная улицы
- Автобусная улица
- Макулатурный проезд
- Новосельковская улица
- Шуваловский проспект

## Транспорт
Ближайшая к улице Маршала Новикова станция метро — «Комендантский проспект» 5-й (Фрунзенско-Приморской) линии.

## Объекты
- торговый центр «Миллер»
- школа-сад № 682
- детский сад № 49
- гимназия № 41
- школа № 45
- общежитие № 6 ПСПбГМУ им. акад. И. П. Павлова